# Jerry Vale
Jerry Vale (nacido como Genaro Louis Vitaliano; 8 de julio de 1930 - 18 de mayo de 2014) fue un cantante y actor estadounidense.

## Biografía

### Carrera
En la escuela secundaria, para ganar dinero, Vale empezó a trabajar limpiando zapatos en una barbería en la ciudad de Nueva York. Cantaba mientras sacaba brillo a los zapatos, y a su jefe le gustaba tanto el sonido de su voz que le pagó las clases de música. Disfrutó de las lecciones y comenzó a cantar en musicales de la escuela secundaria y en un club nocturno local.
Vale y Rita, su esposa por más de 54 años, residían en Palm Desert, California. Su biografía A Singer's Life (La vida de un cantante), de Richard Grudens, fue publicado en 2000 por Celebrity Profiles, Stonybrook, Nueva York. Cantó el himno del programa Late Night with David Letterman, "It's a Late Night World", en su octavo aniversario del programa especial en 1990. Hizo apariciones de cameo como él mismo en la película Goodfellas de 1990 y la película Casino de 1995, ambas dirigidas por Martin Scorsese.

### Muerte
Jerry Vale murió el 18 de mayo de 2014 a la edad de 83 años en su casa en Palm Desert, California.